# Севастопольська вулиця (Мелітополь)
Севастопольска вулиця — вулиця в Мелітополі. Йде від вулиці Олександра Тишлера до вулиці Чкалова. Складається із приватного сектора.

## Історія
Рішення про найменування прорізаної вулиці було прийнято 12 квітня 1957 року.